# DIY (revista)
DIY es una publicación musical con sede en el Reino Unido, en formato impreso y en línea. Su edición impresa gratuita se publica mensualmente con una circulación física de 40 000 ejemplares en locales, clubes y tiendas del Reino Unido.

## DIY Magazine
DIY fue lanzado en 2002 por el entonces editor Stephen Ackroyd y Emma Swann como una publicación exclusivamente en línea llamada This Is Fake DIY, llamada así por una canción, «Bis vs. the D.I.Y. Corps», de la banda escocesa de indie pop Bis y compuesta en gran parte por un equipo de escritores independientes de todo el mundo. El sitio web presenta noticias, reseñas y reportajes.
En septiembre de 2007, DIY fue nominada a Mejor Revista Musical en los premios anuales BT Digital Music Awards, donde fue descrita como «una gran mezcla de humor y cultura pop que se ha convertido en la envidia de Internet».
En abril de 2011, DIY inició una revista de música mensual gratuita. Entre los artistas que han hecho la portada se incluyen Paramore, Mumford & Sons, Biffy Clyro, Jamie xx, Years & Years, Wolf Alice, LCD Soundsystem, Fall Out Boy y Bastille, entre otros.
El 11 de marzo de 2013, DIY lanzó una revista semanal además de la versión impresa, publicada a través de tabletas y iPhone; esta iniciativa fue posteriormente abandonada en favor de títulos únicos y de edición limitada. Como parte de este proyecto, Superfood y METZ han lanzado 'zines' de edición limitada en colaboración con DIY.
En junio de 2014, DIY cambió su nombre, abandonando el «This Is Fake» del mismo y lanzó su nueva URL: diymag.com.

## DIY Presents
DIY también organiza espectáculos en vivo en todo el Reino Unido bajo el nombre de DIY Presents.
Cada año, organizan una serie de espectáculos bajo el nombre de Hello, presentando nuevos actos en The Old Blue Last de Londres. Entre los actos anteriores que han actuado en los shows Hello de DIY se incluyen Wolf Alice, Girl Band y Spring King.
En octubre de 2014, DIY se asoció con PledgeMusic para la primera gira DIY Presents en todo el Reino Unido, que culminó con un evento de todo el día en el local The Laundry de Londres el 1 de noviembre. La gira fue inaugurada por artistas locales, elegidos mediante votación de los fanes, y encabezados por Shy Nature y Flyte. El evento que duró todo el día fue encabezado por JAWS y contó con la participación de Spring King, Menace Beach, Hinds y muchos más.
En el otoño de 2015, la nueva rama musical de DIY, Neu, organizó el DIY Presents Neu Tour 2015, en el que VANT, The Big Moon e Inheaven realizaron una gira por el país y culminaron con una fecha en Londres en el Dingwalls de Camden.

## This Is Fake DIY Records
En 2007 DIY fundó un sello discográfico. Su lista incluía Duels, Heads We Dance, Manda Rin, Model Horror, Popular Workshop, The Research, The Victorian English Gentlemens Club, We Are the Physics y You Animals.